# 舒頔
舒頔（1304年—1377年），字道原，號貞素，徽州績溪人。元末明初文學家，擅長隸書。曾任台州學正，後隱居山中，終老於家。歸隱時曾結廬為讀書舍，其書齋取名「貞素齋」。著有《貞素齋集》、《北莊遺稿》等。